# Tomas Alfredson
Tomas Alfredson, all'anagrafe Hans Christian Tomas Alfredson (Lidingö, 1º aprile 1965), è un regista svedese.

## Biografia
Nato nella contea di Stoccolma, è figlio del comico, scrittore e regista Hans Alfredson e fratello del regista Daniel. Cresciuto principalmente con la madre è però grazie al mestiere del padre che inizia ad appassionarsi al cinema, da bambino prende parte con piccoli ruoli ad alcune produzioni dirette dal padre. La sua carriera inizia presso la Svensk Filmindustri, dove lavora come assistente, in seguito lavora per il canale televisivo svedese TV4. Nel corso degli anni dirige varie produzioni televisive, cortometraggi e show per bambini, nel 2003 debutta con il suo primo lungometraggio Office Hours (Kontorstid).
Alfredson è membro del gruppo teatrale Killinggänget, con il quale ha scritto il soggetto e la sceneggiatura del suo secondo lungometraggio Four Shades of Brown (Fyra nyanser av brunt). Il film ha fatto il giro di molti festival cinematografici europei ed è stato candidato a quattro Guldbagge Awards, tra cui per la miglior regia di Alfredson.
Nel 2008 conosce il successo internazionale grazie al film Lasciami entrare (Låt den rätte komma in), adattamento cinematografico dell'omonimo romanzo di John Ajvide Lindqvist. Il film è stato presentato per la prima volta il 26 gennaio 2008 al festival del cinema di Göteborg, successivamente è stato presentato in molti festival in giro per il mondo, guadagnandosi di volta in volta, premi e critiche favorevoli. A livello nazionale il film ha vinto cinque Guldbagge Awards mentre internazionalmente ha vinto il Corvo d'Oro per il miglior film al Festival internazionale del cinema fantastico di Bruxelles.
Il successo internazionale continua nel 2011 con il film La talpa (Tinker, Tailor, Soldier, Spy), vincitore di numerosi premi in tutto il mondo, presentato in concorso alla 68ª Mostra internazionale d'arte cinematografica di Venezia, composto da un cast ricco di attori britannici, del calibro di Gary Oldman, Colin Firth, John Hurt e Mark Strong. Il film viene nominato ad 11 premi BAFTA - tra cui le nomination nelle categorie di miglior film e miglior regia - vincendone due: uno di questi è il miglior film britannico. Il film è stato inoltre candidato a tre premi Oscar nell'edizione 2012.

### Vita privata
Ha un fratello di nome Daniel, anch'egli regista. Ha due figli avuti dall'ex moglie Cissi Elwin, ex amministratrice delegata del Svenska Filminstitutet.

## Filmografia parziale

### Regista
- Bert – Den siste oskulden (1995)
- Fyra nyanser av brunt (2004)
- Lasciami entrare (Låt den rätte komma in) (2008)
- La talpa (Tinker, Tailor, Soldier, Spy) (2011)
- L'uomo di neve (The Snowman) (2017)

### Attore
- Äppelkriget, regia di Tage Danielsson (1971)
- Den enfaldige mördaren, regia di Hans Alfredson (1982)

## Riconoscimenti
- Guldbagge
  - 1996 - Candidatura a miglior regista per Bert – Den siste oskulden
  - 2005 – Miglior regista per Fyra nyanser av brunt
  - 2005 - Candidatura a migliore sceneggiatura per Fyra nyanser av brunt
  - 2009 – Miglior regista per Lasciami entrare